# انقراض بصري

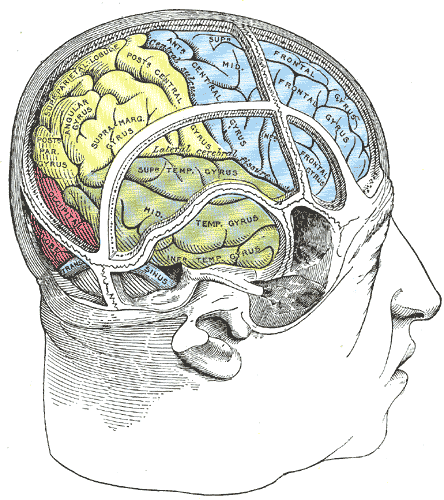
صورة توضح الفص الجداري للدماغ الذي قد يؤدي التلف به إلى الانقراض البصري.

الانقراض البصري هو اضطراب عصبي يحدث بعد وقوع تلف في الفص الجداري للدماغ. ويشابه الإهمال الحيزي النصفي ولكنه يختلف عنه. للانقراض البصري أعراض مميزة تتمثل في صعوبة إدراك المنبهات القادمة من الجهة المعاكسة لجهة الآفة (الجهة المقابلة) عند ورودها في آن واحد مع منبه في جهة الآفة، والقدرة على التعرف عليها بشكل صحيح عندما لا ترد في آن واحد. يبدو أن المنبه المقابل للآفة يجري تجاهله أو إخماده لدى المريض عند الورود المتزامن. قد يؤدي هذا النقص إلى صعوبة لدى المريض في المعالجة المكانية ثلاثية الأبعاد.

## التاريخ
الانقراض البصري هو نتيجة لتلف دماغي أحادي الجانب وكان حالة غير مفهومة على نحوٍ جيد. يدرس الباحثون الانقراض البصري بتعمق منذ التسعينيات. ارتبطت الحالة من ذلك الحين بوجود تلف في نصف الكرة الأيمن من الدماغ. اقترحت الدراسات أن الانقراض البصري قد يكون نتيجة لاختلال التوازن الحسي. يُعزى هذا الاختلال إلى ضعف أو تأخر المدخلات الواردة في نصف الكرة المخية المتأثر بالانقراض.
تُظهر الأبحاث التي أجراها بافلوفسكايا وساجي وسوروكر ورينغ أن الانقراض البصري يعتمد على خصائص المنبهات البسيطة. يُعتقد أن هذه الخصائص تعكس قيود الاتصال خلال المراحل المبكرة للمعالجة البصرية.

## الأساس الفيزيولوجي
ينشأ الانقراض البصري من تلف في الفص الجداري للدماغ. ينشأ هذا التلف في أغلب الأحيان بعد سكتة دماغية أو احتشاء في تلك المنطقة - ومع ذلك، فإن أي حدث راضٍ كافٍ للتسبب بتلف الأنسجة على نطاق واسع في المنطقة قد يسبب ضررًا كافيًا. على الرغم من أن كلا جانبي الدماغ معرضان لهذا التلف، من غير المعتاد أن يحدث الانقراض عند إصابة نصف الكرة الأيسر وإنما يظهر بعد إصابة نصف الكرة الأيمن.
يتجاهل المريض المنبهات المقابلة للآفة عند ورود منبهات متزامنة إليه ويبلغ فقط عن المنبهات الموافقة للآفة. تشير قدرة المرضى على الإبلاغ عن المنبهات بشكل صحيح عند تقديمها بشكل فردي إلى أن هذه المشكلة ليست في الرؤية في حد ذاتها. هذا التحيز ضد المنبهات المقابلة للآفة واضح حتى عند تقديم إشارتين للمرضى داخل المجال البصري الموافق للآفة، والذي تبقى معالجته سليمة بعد التلف كونها تحدث في نصف الكرة المخية المقابل. يعني هذا الأمر أنه يمكن التحكم في الانقراض إلى حد ما عن طريق تحييز نقطة التثبيت البصري بشكل معاكس للآفة، إذ تُحتوى جميع المنبهات ذات الصلة داخل الجانب الوظيفي من المجال البصري، وهي نتائج تدعمها التجارب.
رُبطت آثار التعب والتعود بالانقراض البصري سابقًا. تنفي تجارب مثل تلك التي قام بها فيوليمير ورافال اتصال هذه الآثار بالانقراض البصري.
تاريخيًا، كان يُعتقد أن التلف الجداري أضعف مدخلات الخلايا العصبية الواردة إلى القشرة البصرية، وبالتالي فإن حدوث الانقراض كان ناجمًا عن الإشارات الناشئة في المجال المقابل للآفة والتي تضيع في أثناء الإرسال. مع ذلك، لا يفسر هذا الأمر قدرة مرضى الانقراض على التعرف على المنبهات المقابلة للآفة بشكل صحيح عند عزلها. هناك نظرية أكثر حداثة تسمى «نظرية السباق».
تنص نظرية السباق على أن المنبهات تتنافس من أجل قوة المعالجة داخل الدماغ. بعد حدوث التلف الجداري، تُخفض بطريقة ما جميع الرسائل المقابلة للآفة من حيث أولوية المعالجة في الدماغ - ربما عن طريق تأخير نقل الإشارة - وبذلك لا يصل المنبه المقابل للآفة عند تقديمه إلى مركز القرار بنفس الوقت مع المنبه الموافق للآفة، وبالتالي يُحرم من المعالجة الواعية.
تحصل نظرية السباق على بعض الدعم من خلال النتائج التي توصل إليها مارزي وآخرون، إذ يُبدي أيضًا المرضى الذين يظهر عليهم الانقراض تأخيرات متفاقمة في زمن استجابتهم للمنبهات، سواء عند مقارنتهم بالمرضى الذين يعانون من أشكال أخرى من تلف الدماغ الأيمن والمرضى السليمين من التلف. تبين في الدراسة أن المرضى قادرون على تركيز انتباههم وتحسين زمن استجابتهم، ولكن أداءهم أقل من الطبيعي. تلقى هذه النظرية مزيدًا من الدعم من قبل غوريا وساجي من خلال تحفيزهما الأحداث الشبيهة بالانقراض لدى المرضى السليمين عند تقديم منبهات متزامنة ذات شدات مختلفة لهم، يرافقها خمود المنبه الأقل شدة بمجرد وجود المنبه عالي الشدة.
قد يتأثر تواتر الانقراض أيضًا بطريقة الإبلاغ، بسبب كيفية تفاعل المعالجة البصرية مع باقي الدماغ. تنخفض حالات الانقراض المبلغ عنها عندما يُطلب من المريض نقل أخبار الانقراض بطريقة أخرى غير التحدث - خاصة استخدام العينين في حلقة التغذية الراجعة (النظر جانبًا إذا كان هناك منبه واحد، وحتى إذا كان هناك اثنان). قد ينجح هذا الأمر من خلال القضاء على الحاجة إلى نقل المعلومات في نصف الكرة المخية - توجيه الاستجابة إلى القشرة الحركية عوضًا عن القشرة البصرية - وبالتالي تقصير المسار وزمن الاستجابة، وهو استنتاج يدعمه ازدياد الكشف عن المنبهات المقابلة للآفة المعزولة في ظل مثل هذه الظروف.
على الرغم من مقارنة الانقراض بالإهمال الحيزي النصفي، إلا أنهما اضطرابان مختلفان. من الممكن الإصابة بأحدهما دون الآخر، ويبدو أن الأساس العصبي لكل منهما هو إهمال حيزي نصفي مختلف ناشئ عن تلف الوصل الصدغي الجداري. قد تظهر هذه الاضطرابات لدى المرضى في آن واحد، إلا أن هذا الأمر يحدث لدى أقل من نصف عدد المصابين.

## الصفات
- عند قياس القدرة المتعلقة بالأحداث للفص الجداري الأيمن في أثناء أحداث الانقراض، لا يُظهر تخطيط كهربية الدماغ موجات P1 أو N1 التي تظهر في الاستجابة الثنائية السليمة.[6]
- عند تقديم المنبهات، تكون الحركات الرمشية للعين من نقطة التثبيت أكثر شيوعًا لدى مرضى الانقراض، وتكون أطول مدةً وتُظهر تحيزًا موافقًا للآفة في الحركة.
- بعض الأدلة على زيادة طفيفة في الكشف عن المنبهات اللامتراكزة في المجال البصري الموافقة للآفة - أي تحسن طفيف في الرؤية المحيطية.
- يُبدي المرضى اختلافًا متزايدًا في زمن الاستجابة (الفرق المتقاطع وغير المتقاطع) للمعالجة في نصفي الكرة البصرية المقابلة للآفة والموافقة للآفة.

## التشخيص
يُحقق التشخيص من خلال عدة طرق. تتضمن إحدى الطرق جعل المرضى يجلسون أمام شاشة حاسوب، يُعرض عليها نجوم أو مثلثات في آن واحد في مناطق مختلفة من الشاشة. ثم يُطلب من المرضى تحديد مواقع وطبيعة الأشكال. هناك نهج آخر مماثل يتجلى بعرض حروف ملونة على الشاشة، ومطالبة المرضى مرة أخرى بتحديد الحرف واللون في أجزاء مختلفة من الشاشة. يمكن الحصول على تشخيص الانقراض البصري من هذه المعلومات. ينتج التشخيص الإيجابي عن عدم قدرة المريض على تحديد الأشكال أو الحروف المعروضة بشكل صحيح في آن واحد في مناطق مختلفة من الشاشة. مع ذلك، فإن الاختبار الأكثر شيوعًا للانقراض البصري هو نموذج مواجهة الأصابع. في هذا الاختبار، يطلب الطبيب من المريض ملاحظة أيًا من يديه تتحرك أصابعها. يمكن استخدام هذا الاختبار مباشرة بعد حدوث سكتة دماغية للتشخيص السريع من قبل طبيب.

## العلاج
دون أي نوع من أنواع العلاج، عادةً ما يزداد الانقراض البصري سوءًا من حيث شدة الأعراض أو يظل ثابتًا تمامًا. يمكن أن تكون التمارين البسيطة، مثل القراءة والطباعة، مفيدةً في علاج الأعراض وزيادة نشاط الدماغ، على الرغم من أنه لا يمكن أبدًا شفاء المنطقة التالفة تمامًا لأن خلايا الدماغ الميتة لا تتجدد. ينبغي على الفرد مواكبة القيام بالتمارين المصممة للحفاظ على الوظيفة أو تحسينها من أجل خلق أفضل فرصة للتحسن و/أو الحفاظ على حالته الحالية.